# Gutierrezia pomariensis
Gutierrezia pomariensis là một loài thực vật có hoa trong họ Cúc. Loài này được (S.L.Welsh) S.L.Welsh mô tả khoa học đầu tiên năm 1983.